# Kidy Aïcha Macky
Kidy Aïcha Macky, Macky kidy Aicha ou Aïcha Macky, née le 8 janvier 1982 à Zinder au Niger, est une cinéaste et sociologue nigérienne. Elle est notamment connue depuis 2016 comme la réalisatrice du documentaire L’Arbre sans fruit, acclamé par la critique,.

## Biographie
Aïcha Macky naît en 1982 à Zinder. À l'âge de cinq ans, sa mère meurt à la suite d’un accouchement,. Elle est alors  élevée par la première épouse de son père. Issue d’une famille de leaders religieux de Zinder, elle fréquente l’école coranique jusqu’à la fin de son cycle au lycée.
Après une maîtrise de sociologie option rurale à la Faculté des lettres et sciences humaines (FLSH) de l’Université Abdou-Moumouni à Niamey, Aïcha Macky investit le cinéma trouvant dans ce média, un moyen de s’adresser à toute la population y compris la population analphabète.
Elle fréquente le Forum Africain du Film Documentaire (FAFD) de Niamey et y reçoit une bourse qui lui permet de passer un Master I en Audiovisuel et réalisation obtenu à l’Institut de Formation en Technique de l’Information et de la Communication (IFTIC) de Niamey qui est devenu aujourd'hui Ecole Supérieure des Sciences de la Communication et des Médias (ESSCOM), puis un master II en Réalisation et documentaire de création à l’Université Gaston-Berger à Saint-Louis (Sénégal),.

## Carrière cinématographique
Aïcha Macky se dit « socioréalisatrice » et se réclame dans sa pratique de Jean Rouch et d’Inoussa Ousseini.
En 2011, son premier court métrage Moi et ma maigreur porte sur la perception du corps mince et du lien que fait la société avec le sida. Puis en 2013, le court métrage Savoir faire le lit en 2013, sur le manque de dialogue entre mères et filles au Niger concernant l'éducation sexuelle. Ses premiers courts-métrages sont réalisés dans le cadre de son parcours de formation.
En 2016, elle réalise son premier long métrage L'Arbre sans fruit abordant le combat d'une femme présumée infertile, issu de son propre vécu. Le film, acclamé par la critique et présenté dans le monde entier remporte plus de 70 prix.
En 2021, son deuxième long métrage documentaire, Zinder, traite de l’intérieur, la vie des "Palais", ces lieux de retrouvailles de jeunes désœuvrés et violents. Il a nécessité huit ans de travail dont deux années pour obtenir l'accord des membres du gang pour tourner ce documentaire de 82 min. Ce regard porté sur ces gangs aborde un phénomène délicat et plus général sur le rôle de la société et de la famille.
Ce film est projeté en août 2021 aux États généraux du film documentaire. Un mois plus tard, il reçoit une mention spéciale du jury au Festival international du film de Nancy, puis le Grand prix du public au Afrika Film Festival de Cologne.
En octobre 2021, elle décroche trois prix spéciaux  au FESPACO 2021. C'est à cette occasion que la documentariste burkinabè Eléonore Yaméogo suit les pas d'Aïcha Macky lors de sa préparation et durant le festival dans son film Le Galop.
En dehors de la réalisation de films, elle est également enseignante à l’Institut de Formation en Technique de l’Information et de la Communication de Niamey et formatrice des jeunes en CVE (comment contrer l'extrémisme violent). Elle participe au programme PDEV et Search For Common Ground de l’USAID,.
Elle forme depuis 2012, des jeunes au cinéma dans un programme de l'ambassade des États-Unis conduisant à la création du First film Festival, lequel permet à des jeunes de montrer leurs films et se faire découvrir du public. Au FESPACO 2023, elle est marraine de la Yennenga Academy, un programme de rencontres permettant à quinze apprentis cinéastes de mieux connaître leur profession. Elle y fait également partie du jury Documentaire long-métrage.

## Filmographie
- 2011 : Moi et ma maigreur, court métrage
- 2013 : Savoir faire le lit, court métrage
- 2016 : L’Arbre sans fruit, long métrage
- 2021 : Zinder, long métrage

## Prix et distinctions
Pour L'Arbre sans fruit, :
- 2016 : Africa Movie Academy Awards (AMAA) (11 juin à Port Harcourt, Nigeria) - Prix du documentaire
- 2016 : Young African Leaders Initiative (YALI) - Prix des anciens[18]
- 2016 : Aux Écrans du Réel, Le Mans - Prix du Jury & Prix du public
- 2016 : Les escales documentaires de Libreville - Mention spéciale Grand Prix Charles Mensah
- 2016 : Lumières d'Afrique, Besançon - Mention spéciale du Jury
- 2016 : Festival Premier Doc ChrOma, Le Mans - Prix du Jury & Prix du public
- 2016 : Festival du documentaire arabe-africain de Zagora (8-12 nov., Maroc) - Premier Prix Documentaire
- 2016 : 35e Festival International Jean Rouch (cinéma ethnographique), 4 nov. -6 déc., Musée de l'Homme, Paris - Prix du PREMIER FILM et Prix FLEUR DOC
- 2016 : Golden Tree Intl. Documentary Film Festival , 16-18 oct., Francfort  - Meilleur documentaire catégorie moyen métrage
- 2016 : Festival international du film de femmes de Salé, (23 sept.- 3 oct., Maroc) - Meilleur documentaire[19]
- 2016 : FESTICAB, Festival cinéma & audiovisuel, Burundi, 17- 24 juin, - Meilleur film documentaire
- 2017 : Trophées Francophones du Cinéma (long métrage documentaire)
- 2017 : Étoile de la SCAM (Sunny Side of the Doc)
- 2017 : Festival Cinémas d'Afrique, (16 - 21 mai, Angers) - Prix du Public & Prix Jury Jeune - Meilleur court métrage[20]
- 2017 : Mashariki African Film Festival, My story, My passion, My Journey, Kigali - Best African Documentary[21].

Pour Zinder :
- 2021 : Festival international du film de Nancy: mention spéciale[12]
- 2021 : Festival international du film de Cologne : Grand prix du public[12]
- 2021 : FESPACO 2021 : Prix de la femme cinéaste de la CEDEAO, Prix spécial femme ambassadrice de la paix de l'Agence française de développement et Mention spéciale du Conseil de l'entente[22]

### Distinctions
- Chevalière de l’ordre des Arts et des lettres par la République française (2018)[23]
- Chevalière des Palmes Académiques de la République du Niger[24].

### Liens connexes
- Cinéma nigérien
- Jean Rouch
- Documentariste